# Drosophila acanthoptera
Drosophila acanthoptera är en tvåvingeart som beskrevs av Wheeler 1949. Drosophila acanthoptera ingår i släktet Drosophila och familjen daggflugor. Inga underarter finns listade i Catalogue of Life.
Arten har hittats i Mexiko och Venezuela.